# Bando republicano
Bando republicano es uno de los nombres dados por la historiografía contemporánea a los militares y organizaciones políticas españolas que, tras el fracaso parcial del golpe de Estado de julio de 1936, defendieron la legalidad republicana durante la guerra civil —que concluyó en 1939—, enfrentándose al bando sublevado, una amalgama de colectivos falangistas y tradicionalistas.
Otras denominaciones que recibe habitualmente son bando gubernamental y bando leal. Desde las filas sublevadas, la facción fue denominada peyorativamente «bando rojo».

## Estructura militar

### Ejército Popular de la República

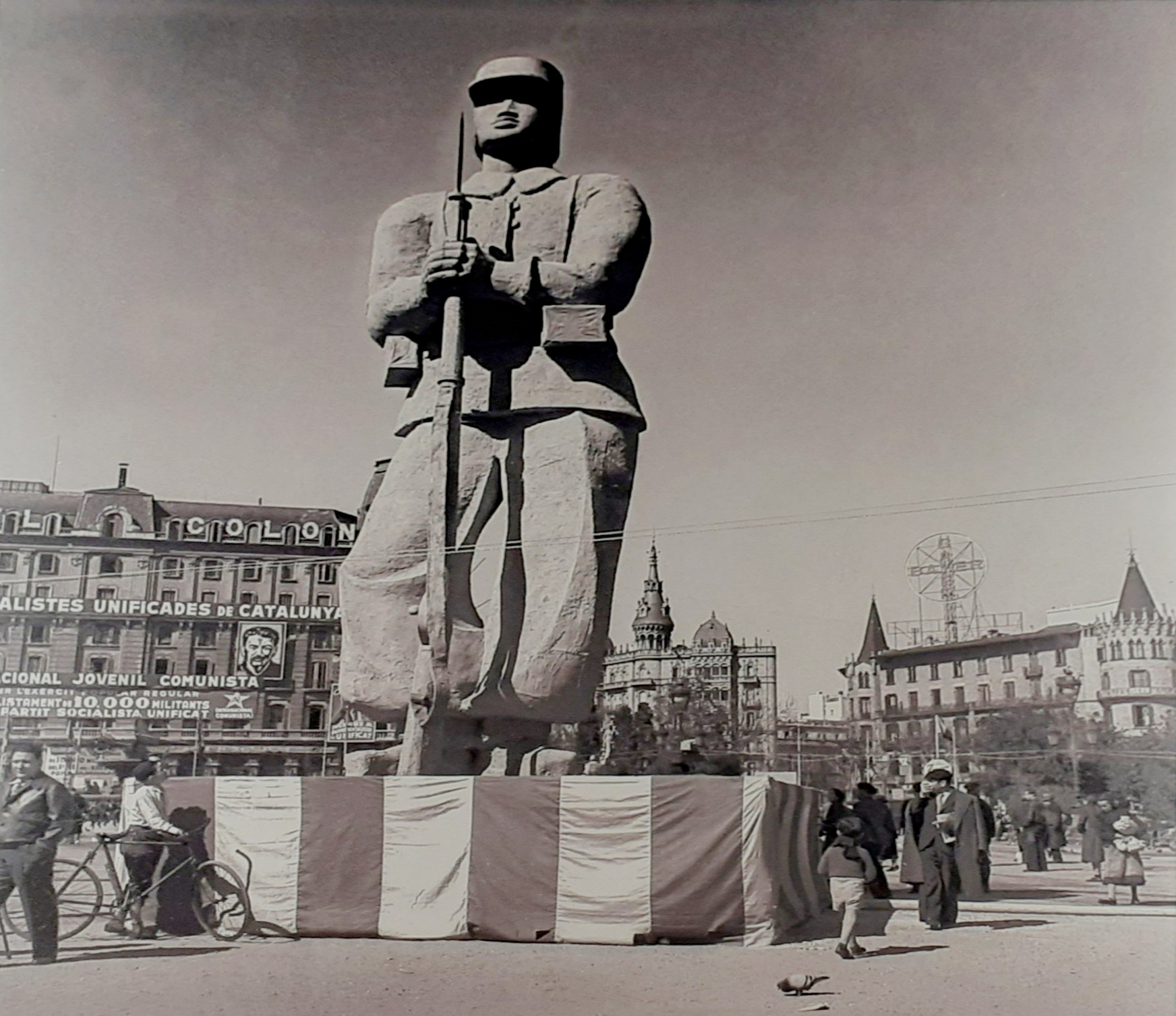
Escultura levantada en la plaza de Cataluña de Barcelona en marzo de 1937 en homenaje al Soldat del Poble (al soldado del Ejército Popular de la República). En su realización colaboraron varios artistas como Josep Bartolí.

El Ejército Popular de la República (EPR), a veces también llamado Ejército Republicano y Ejército Popular, fue la denominación adoptada por las fuerzas armadas terrestres de la Segunda República Española tras la reorganización emprendida por sus autoridades y la disolución de las milicias de voluntarios surgidas en los primeros meses de la guerra civil española.
En octubre de 1936, el gobierno republicano procedió a reorganizar sus fuerzas armadas sobre la base de las unidades y cuadros militares que habían permanecido leales, al tiempo que refundía las milicias en unidades regulares del nuevo ejército. El golpe militar del 17 y 18 de julio de 1936 descompuso la estructura organizativa del Ejército español, que resultó fragmentado en función de las lealtades establecidas en cada unidad en favor de la sublevación o de la fidelidad a la legalidad vigente. El fracaso del plan de sublevación, el colapso de la autoridad y la falta de acuerdo de las breves negociaciones fueron algunos factores que favorecieron la deriva del conflicto hacia una guerra abierta. La Armada Republicana estuvo obligada a operar con base en Málaga y Cartagena sin poder repostar en Gibraltar o Tánger ni impedir el puente aéreo que permitió el desplazamiento de las unidades sublevadas del Ejército de África a la península.

### Milicias Confederales
Las milicias confederales fueron una milicia popular, organizada durante la guerra civil española de 1936-39 por las organizaciones del movimiento libertario en España: la CNT, la FAI y la FIJL. Estas milicias tuvieron un importante papel en la Revolución Española de 1936. La formación de estas milicias era en columnas. Eran milicias formadas por voluntarios dispuestos a combatir a los golpistas, aun a pesar de que no tuvieran mucha formación militar y no lograran oponer una fuerte resistencia contra los soldados profesionales.

### Eusko Gudarostea
El gobierno del País Vasco buscaba mantener su autonomía tanto política como militarmente al principio de la guerra. Aunque el PNV bien podría haberse unido al bando sublevado, decidió mantenerse fiel a la república, por lo que para combatir a los sublevados decidió crear su propio ejército. Dado el terreno de Euskadi se decidió crear una guerrilla formada a base de batallones integrados en su gran mayoría por militantes nacionalistas vascos, lo cual sería el comienzo del Eusko Gudarostea (ejército vasco en euskera). Los hombres que las integraban eran conocidos como gudaris, término que perduró incluso después de que el ejército vasco terminara por integrarse en el Ejército Popular de la República. El Eusko Gudarostea logró evitar en parte el alzamiento militar en Guipúzcoa y Vizcaya.

## Apoyo extranjero
Si bien el bando republicano apenas recibió apoyo exterior de las potencias aliadas de la Segunda Guerra Mundial, debido al Comité de No Intervención Internacional, destacan, fundamentalmente, el apoyo de la URSS, que, junto con México y junto con Francia y Polonia al principio de la contienda, aportó grandes cantidades de material militar y asesores, siendo notorio asimismo el apoyo de las Brigadas Internacionales.

### Unión Soviética
La Unión Soviética fue el principal aliado de la Segunda República Española, aportando carros de combate y coches blindados (en especial los T-26, BA-6 y BT-5), unos centenares de aviones, varios cientos de miles de fusiles, pistolas, comida, piezas de artillería antiaérea y terrestre, enormes cantidades de munición y varios cientos de pilotos, tanques y marinos profesionales soviéticos.

### México
México mantenía buenas relaciones con la república española al inicio del conflicto; es por ello que el presidente Lázaro Cárdenas asegura que está totalmente solidarizado con el gobierno socialista español ante la deslealtad del ejército. Además la solidaridad obrera con España fue inmediata; obreros y sindicatos hacían donaciones al embajador español. El gobierno de Cárdenas, al contrario que los demás países, no firmó el Comité de No Intervención Internacional, y por tanto, fue el único país que dio ayuda oficialmente en la guerra civil española. Envió a España unos 28 millones de cartuchos de munición, 28.000 fusiles, 70 cañones antiaéreos, 55 aviones (principalmente franceses) y víveres, y concluida la guerra civil, dio asilo a miles de veteranos e intelectuales exiliados del bando republicano.

### Francia y otros
Al principio de la contienda Francia, también con gobierno frentepopulista, tomó la decisión de enviar material bélico a la Segunda República Española (en parte por los acuerdos firmados para la venta de armas, por las amistades entre los gobiernos y por librarse del material obsoleto de la Primera Guerra Mundial). El día 30 de julio llegaba por los Pirineos la primera partida de armas para la República desde Francia. Consistía en varios cientos de fusiles, seis tanques Renault FT-17, miles de cartuchos y varios bombarderos y cazas.

## Ideología política
Gran parte de los sublevados eran partidarios de un nuevo régimen de carácter nacionalista totalitario que posteriormente se transformó en el franquismo, mientras que el bando republicano perseguía diversos fines dependiendo de la facción, desde el mantenimiento de la democracia parlamentaria multipartidista por parte de los partidos republicanos hasta el establecimiento de un Estado socialista por parte de comunistas y socialistas —dividiéndose en varias tendencias, incluyendo grupos trotskistas y estalinistas— o una revolución social libertaria por parte de los anarquistas; por lo tanto, en el bando republicano existían diversas ideologías políticas que se unieron para combatir a los sublevados.
De forma peyorativa, debido a que obtuvo el apoyo de la Unión Soviética así como del Partido Comunista, a todo el bando republicano se le atribuyó el apelativo de rojo, del mismo modo que todo el bando sublevado era denominado fascista.

## División
En el bando republicano, el apoyo en la sociedad española estaba sustentado y dividido entre los demócratas que incluía a demócratas constitucionales (funcionarios leales a la República incluidos), progresistas, los nacionalistas periféricos, socialistas y a comunistas, y también facciones no democráticas como los revolucionarios anarquistas. Este era un apoyo fundamentalmente urbano y secular, aunque también rural en regiones como Cataluña, Valencia, País Vasco, Asturias y Andalucía, si bien varios sectores nacionalistas del clero en el País Vasco y Navarra fueron fieles a la República, por la autonomía que se le concedió a esta zona.